# خوسيه كانسيلا
خوسيه كانسيلا (بالإسبانية: José Carlos Cancela)‏ هو لاعب كرة قدم أوروغواياني في مركز الوسط، ولد في 25 يونيو 1976 في سانت لوسيا في الأوروغواي. لعب مع بنيارول وديبورتيفو سابريسا وكروز آزول وكولورادو رابيدز ونادي بويبلا ونيو إنغلاند ريفولوشن.

## وصلات خارجية
- خوسيه كانسيلا على موقع الدوري الأمريكي (الإنجليزية)
- خوسيه كانسيلا على موقع قاعدة بيانات كرة القدم.إي يو (الإنجليزية)
- خوسيه كانسيلا على موقع Soccerway.com (الإنجليزية)